# يوسوكي ميكامي
يوسوكي ميكامي (باليابانية: 三上 陽輔) (5 مايو 1992 في سابورو في اليابان – )؛ هو لاعب كرة قدم ياباني سابق كان يلعب كمهاجم.

## وصلات خارجية
- يوسوكي ميكامي على موقع رابطة كرة القدم اليابانية للمحترفين (اليابانية)
- يوسوكي ميكامي على موقع قاعدة بيانات كرة القدم.إي يو (الإنجليزية)
- يوسوكي ميكامي على موقع Soccerway.com (الإنجليزية)
- يوسوكي ميكامي على موقع عالم كرة القدم.نت (الإنجليزية)